# Karl 3. af Lothringen
Karl 3. af Lothringen (født 18. februar 1543, død 14, maj 1608 i Nancy) var hertug af Lothringen fra sin fars død i 1545 og frem til hans egen død.
Han var søn af Prinsesse Christine af Danmark, datter af Christian 2. Hans mor var tronprætendent til Danmark, Norge og Sverige fra hendes fars død i 1559 og søsters frasigelse af tronen i 1561. Hvis Hertug Karls mor havde genvundet de nordiske troner, ville han havde regeret som Karl 1. af Danmark, Karl 2. af Norge og Karl 9. eller 3. af Sverige. Ved hans død blev hans efterfulgt som hertug af sin søn Henrik 2. og senere af hans søn Frans 2.